# 2015年北海道知事選挙
2015年北海道知事選挙（2015ねんほっかいどうちじせんきょ）は、北海道の執行機関である北海道知事を選出するために行われた選挙で、第18回統一地方選挙前半戦投票日である2015年4月12日に投票が行われた。

## 概要
北海道知事の任期（4年）が満了したことに伴って行われる。北海道知事選挙は第1回選挙（1947年）の選挙以来、一貫して統一地方選挙の日程で実施されている。北海道は、旧日本社会党（以下、社会党）とその流れを汲む民主党が強かった地域で、与野党相乗りとなった1999年選挙を除き、与野党一騎討ちの選挙戦が展開されてきた。しかし、今回の選挙で民主党は社会党時代も含めて初めて、独自候補を擁立せず、前年11月に出馬表明をしたフリーキャスターの佐藤のりゆきを支援する方針を2月15日に決定した。なお、民主党道連代表の横路孝弘は、独自候補を擁立できなかった責任を取り、道連代表を辞任。また日本共産党（以下、共産党）や社会民主党（以下、社民党）・維新の党・新党大地・市民ネットワーク北海道も佐藤支援を決定、知事選は四選を目指す現職で自由民主党（以下、自民党）・公明党支援の高橋はるみと佐藤の一騎討ちとなった。

## 選挙日程
- 告示日：2015年3月26日
- 投票日：2015年4月12日（第18回統一地方選挙前半戦投票日、北海道議会議員選挙、札幌市長選挙と市議会議員選挙も同時投票）

## 立候補者
現職の高橋はるみと新人の佐藤のりゆきの二人のみが立候補した。
| 候補者名     | 年齢 | 党派   | 新旧 | 推薦・支持党派 | 肩書                                                 |
| ------------ | ---- | ------ | ---- | --- | ---------------------------------------------------- |
| 高橋はるみ   | 61   | 無所属 | 現職 | - （推薦）自由民主党道連・公明党道本部                                                                              | - （現）北海道知事（3期） - （元）北海道経済産業局長 |
| 佐藤のりゆき | 65   | 無所属 | 新人 | - （支持）民主党北海道・市民ネットワーク北海道 - （支援）共産党北海道委員会・新党大地・維新の党道総支部・社民党道連 | - フリーキャスター                                   |

出典：“道知事選、高橋氏と佐藤氏の一騎討ち確定”. 北海道新聞. (2015年3月26日) 2015年3月26日閲覧。“北海道知事選　立候補者数”.  NHK. 2015年3月29日時点のオリジナルよりアーカイブ。2015年3月26日閲覧。
立候補者の立候補経緯など
- 2014年11月4日：佐藤のりゆき、知事選出馬表明[2]。
- 2014年12月27日：高橋はるみ、4選出馬表明[3]。
- 2015年2月15日：民主党、佐藤支持を決定[1]。
- 2015年2月18日：共産党も参加する「明るい革新道政を作る会」が佐藤支援を決定[4]。
- 2015年2月25日：連合北海道が佐藤のりゆきの推薦を決定[5]。
- 2015年2月28日：社民党道連、佐藤支援を決定[6]。
- 2015年2月28日：自民党道連、高橋の推薦を決定[7]
- 2015年3月7日：維新の党、佐藤支援を決定[8]。
- 2015年3月13日：新党大地、佐藤支援を決定[9]。

## 選挙結果
高橋はるみが佐藤のりゆきを制して北海道知事史上初となる4選を果たした。当選した高橋は149万票の得票を得たものの4年前選挙の184万票からは大きく得票を減らした。また前回179市町村すべてで1位となったが、今回は上川管内上川町や十勝管内池田町など一部地域で2位となった。敗れた佐藤のりゆきは、キャスターとしての知名度を生かし、過去の知事選で高橋と争った候補者の中では初めて100万票台を超えて114万票を得て善戦したが、札幌市内10区すべてで高橋を下回り、頼みとしていた無党派層の支持も伸び悩んだ。
※当日有権者数：4,471,518人 最終投票率：59.62%（前回比：+0.16pts）
| 候補者名     | 年齢 | 所属党派 | 新旧別 | 得票数      | 得票率 | 推薦・支持                           |
| ------------ | ---- | -------- | ------ | ----------- | ------ | ------------------------------------ |
| 高橋はるみ   | 61   | 無所属   | 現職   | 1,496,915票 | 56.6%  | 自民党道連・公明党                   |
| 佐藤のりゆき | 65   | 無所属   | 新人   | 1,146,573票 | 43.4%  | 民主党北海道・市民ネットワーク北海道 |

“知事選挙 投票結果（総括）平成27年04月13日 02:45現在”.   北海道選挙管理委員会 (2015年4月13日). 2015年4月14日閲覧。“知事選挙 候補者別得票数”.   北海道選挙管理委員会 (2015年4月13日). 2015年4月14日閲覧。“NHK統一地方選2015 北海道知事選”.   NHK (2015年4月13日). 2015年3月29日時点のオリジナルよりアーカイブ。2015年4月18日閲覧。